# Sorensenellinae
Sous-famille
Les Sorensenellinae sont une sous-famille d'opilions laniatores de la famille des Triaenonychidae.

## Distribution
Les espèces de cette sous-famille se rencontrent en Nouvelle-Zélande et en Afrique du Sud.

## Liste des genres
Selon World Catalogue of Opiliones (22/05/2021) :
- Karamea Forster, 1954
- Lawrencella Strand, 1932
- Sorensenella Pocock, 1903
- Speleomontia Lawrence, 1931

## Publication originale
- Forster, 1954 : « The New Zealand Harvestmen (sub-order Laniatores). » Canterbury Museum Bulletin, vol. 2, p. 1-329.